# Biberach (distrito)
Biberach é um distrito da Alemanha, na região administrativa de Tubinga, estado de Baden-Württemberg.

## Cidades e Municípios
- Cidades:

1. Bad Buchau
2. Bad Schussenried
3. Biberach an der Riß
4. Laupheim
5. Ochsenhausen
6. Riedlingen

- Municípios:

1. Achstetten
2. Alleshausen
3. Allmannsweiler
4. Altheim
5. Attenweiler
6. Berkheim
7. Betzenweiler
8. Burgrieden
9. Dettingen an der Iller
10. Dürmentingen
11. Dürnau
12. Eberhardzell
13. Erlenmoos
14. Erolzheim
15. Ertingen
16. Gutenzell-Hürbel
17. Hochdorf
18. Ingoldingen
19. Kanzach
20. Kirchberg an der Iller
21. Kirchdorf an der Iller
22. Langenenslingen
23. Maselheim
24. Mietingen
25. Mittelbiberach
26. Moosburgo (Moosburg)
27. Oggelshausen
28. Rot an der Rot
29. Schemmerhofen
30. Schwendi
31. Seekirch
32. Steinhausen an der Rottum
33. Tannheim
34. Tiefenbach
35. Ummendorf
36. Unlingen
37. Uttenweiler
38. Wain
39. Warthausen